# Max Wratschgo
Max Wratschgo (* 2. Juli 1937 in Parschlug) ist ein österreichischer Pädagoge und Europaaktivist. Sein jahrzehntelanges und bis heute anhaltendes Wirken als Europaaktivist und für ein geeintes, friedliches Europa zeigt sich deutlich im folgenden Zitat anlässlich eines Interviews mit Daniela Gether (die Woche) während seines Aufenthaltes in Pécs/Ungarn im Juni 2012: 

„Die EU ist nur ein Zwischenziel. Das Ziel ist der Europäische Bundesstaat.“

## Leben und Wirken

### Ausbildung und Arbeit
Max Wratschgo besuchte von 1943 bis 1947 die Volksschule in Trautmannsdorf im Bezirk Feldbach und anschließend bis 1951 die Hauptschule in Feldbach. Von 1951 bis 1956 erfolgte die Ausbildung zum Pädagogen an der Bundeslehrerbildungsanstalt in Graz, 1956 die Matura, und die praktische Arbeit als Lehrer an verschiedenen Volks- u. Sonderschulen von 1956 bis 1977 in der Steiermark sowie die Übernahme der Leitung der Allgemeinen Sonderschule Feldbach von 1977 bis 1979, und der Volksschule I Feldbach von 1980 bis 1997.

### Europapolitisches Wirken
Am 31. Januar 1955 wurde in Graz, Palais Attems, die Europäische Föderalistische Bewegung (EFB) und der Bund Europäischer Jugend Steiermark (BEJ/JEF) gegründet. Max Wratschgo war einer der Hauptinitiatoren.
Beim 3. Kongress des Europäischen Volkes in Darmstadt wurde neben Michel Mouskhely aus Straßburg als Präsident, Max Wartschgo in den ständigen Ausschuss gewählt, neben Altiero Spinelli, von Hartmann (Darmstadt) und Alexandre Mare (Paris).
1956 wurde das Karl-Brunner-Europahaus in Neumarkt begründet und am 7. Juli 1957 eröffnet, wobei auch hier Max Wratschgo einer der führenden Mitbegründer war. Von 1959 bis 2006 war er Mitglied des Bundeskomitees der Union Europäischer Föderalisten (Dachorganisation der Europäischen Föderalistischen Bewegung Österreich mit Sitz in Brüssel) und von 1963 bis 2012 der geschäftsführende Landesobmann der EFB. Seither ist er deren Ehrenobmann. Parallel zu seiner Tätigkeit als Mitglied des Bundeskomitees der Union Europäischer Föderalisten war er von 1959 bis 1976 Bundesobmann des Bundes Europäischer Jugend und von 1968 bis 1996 Bezirksjugendreferent der Steiermärkischen Landesregierung für den Bezirk Feldbach, von 1968 bis 1998 Geschäftsführer der Österreichischen Organisationen der Europäischen Bewegung – Europäische Bewegung Österreich (seither Ehrenobmann).
Als geschäftsführender Vorsitzender des Karl-Brunner-Europahauses in Neumarkt von 1972 bis 2014 hat er maßgeblich die Entwicklung und umfassende Ausrichtung des Europahauses gestaltet und an der Gründung weiterer Europahäuser in Österreich mitgewirkt. Insbesondere die Organisation der Minderheitenseminare im Karl-Brunner-Europahaus durch Max Wratschgo seit 1967 fand weite Beachtung über die Grenzen Österreichs hinaus. Seit 2014 ist er Ehrenobmann des Karl-Brunner-Europahauses und war zuvor von 1985 bis 1996 Generalsekretär der Österreichischen Föderation der Europahäuser.
Als Bundesobmann der Europäischen Föderalistischen Bewegung von 1974 bis 2007 hat er die Heranführung Österreichs für einen Beitritt zur Europäischen Union mit Aktionen, Veranstaltungen, Vorträgen, Radio- und Fernsehbeiträgen etc. vorbereitet. Seit 2007 ist er auch Ehrenobmann der Europäischen Föderalistischen Bewegung und bereits seit 1974 Mitglied des Präsidiums des Europäischen Erzieherbundes Österreichs (seit 1985 Kassier beim Landesverband Steiermark).
Von 1975 bis 1987 vertrat er als Mitglied des Vorstandes der Union Europäischer Föderalisten (UEF), davon 3 Jahre als Schatzmeister und 6 Jahre als Vizepräsident, die Anliegen für ein vereintes Europa und die Schaffung eines Europäischen Bundesstaates.
Seit 1988 ist Max Wratschgo Mitglied des Landesvorstandes der Liga für die Vereinten Nationen und seit 1998 Vizepräsident der Österreichischen Organisationen der Europäischen Bewegung – Europäische Bewegung Österreich.
Als Vizepräsident des Freundschaftsvereines Baranya/Steiermark (BASTEI) und deren Präsident in der Steiermark hat er seit 1990 maßgeblich für die Zusammenarbeit und Verständigung zwischen Österreich und Rumänien gewirkt und wurde 2005 Ehrenbürger von Caransebes in Rumänien.

## Mitgliedschaften
- Europäische Föderalistische Bewegung (EFB).
- Bund Europäischer Jugend Steiermark (BEJ/JEF).
- Mitglied beim Kongress des Europäischen Volkes.
- Mitglied des Karl-Brunner-Europahauses in Neumarkt.
- Mitglied des Bundeskomitees der Union Europäischer Föderalisten (Dachorganisation der Europäischen Föderalistischen Bewegung) Österreich.
- Mitglied in der Organisation der Europäischen Bewegung – Europäische Bewegung Österreich.
- Mitglied des Präsidiums des Europäischen Erzieherbundes Österreichs und im Landesverband Steiermark.
- Mitglied der Union Europäischer Föderalisten.
- Mitglied des Landesvorstandes der Liga für die Vereinten Nationen.
- Mitglied und Vizepräsident der Österreichischen Organisation der Europäischen Bewegung – Europäische Bewegung Österreich.
- Mitglied und Vizepräsident des Freundschaftsvereines Baranya/Steiermark (BASTEI) und deren Präsident in der Steiermark.

## Ehrungen und Auszeichnungen
- Mérite Européen in Silber, Verleihung im Rathaus von Luxemburg (1976)
- Europa-Union-Deutschland-Medaille
- Dankesplakette und den Ehrenring der Stadt Feldbach
- Ehrenbürgerschaft der Marktgemeinde Neumarkt (1987)
- Goldenes Ehrenzeichen des Landes Steiermark (1987)
- Goldenes Ehrenzeichen für Verdienste um die Republik Österreich (1997)
- Goldenen Verdienstzeichens des Landes Oberösterreich (2000)
- Goldenen Ehrennadel der Europäischen Föderalistischen Bewegung Österreich (2000)
- Goldenen Ehrenzeichens des Europäischen Erzieherbundes Österreich (2002)
- Großen Ehrenzeichens des Landes Steiermark (2003)
- Styrian Award for Humanity, Verleihung durch Helmut Kohl und Michail Gorbatschow (2003)
- Goldenen Ehrenzeichens mit Stern der Europa-Union Deutschland (2004)
- Auszeichnung des Komitates Baranya
- Alexander-Dietz-Preis im Banater Bergland
- Ehrenbürgerschaft der Stadt Caransebes, Rumänien (2005)
- Mérite Européen in Gold (2006)
- Großes Ehrenzeichen für Verdienste um die Republik Österreich (2007)
- Großes Goldenes Ehrenzeichen des Landes Steiermark (2007)
- Verleihung des Ehrenringes der Stadt Feldbach (2009)
- Medaille für besondere Verdienste um Bayern in einem Vereinten Europa an Max Wratschgo als Ehrenpräsident der Europäischen Föderalistischen Bewegung Österreich (2012)
- Benennung eines Platzes im Sperlpark in Feldbach (Steiermark) in Max-Wratschgo-Europaplatz am 13. Oktober 2017.[4]

## Veröffentlichungen von Max Wratschgo
- Europäische Föderalistische Bewegung Österreich, Max Wratschgo (Hrsg.): Politisches Programm (der Europäische Föderalistische Bewegung Österreich), beschlossen von der Generalversammlung im Europahaus Neumarkt am 14. Juli 1996, Feldbach 1997, Scharmer.
- Max Wratschgo: Und man vergisst einfach, was die EU beigetragen hat, dass wir seit über 60 Jahren Friedenszeit haben, in: Wolfram Dornik (Hrsg.): GrenzenLos. Graz 2007, Fehring, S. 205 ff.